# مردخاي بين ديفيد
مردخاي بين ديفيد (بالإنجليزية: Mordechai Ben David)‏ هو مغني أمريكي، ولد في 16 أبريل 1951 في بروكلين في الولايات المتحدة.

## وصلات خارجية
- مردخاي بين ديفيد على موقع ميوزك برينز (الإنجليزية)
- مردخاي بين ديفيد على موقع ديسكوغز (الإنجليزية)